# Буймер
Бу́ймер — село в Україні, в Тростянецькій міській громаді Охтирського району Сумської області, неподалік від дороги Тростянець—Лебедин. Колишній центр Буймерської сільської ради. Відстань до центру громади Тростянця становить 25 км, а від найближчої залізничної станції Рябушки — 12 км.

## Географія
У селі бере початок річка Буймир, яка через 7 км впадає в річку Боромля, нижче за течією на відстані 1,5 км розташоване село Новоселівка, на протилежному березі — село Скрягівка.

## Символіка
Герб: щит скошений зліва. У верхньому синьому полі срібний меч із золотим руків’ям вістрям униз, на якому вгорі сидить срібний голуб вправо з оберненою головою і тримає в дзьобі золоту гілочку. У нижньому зеленому полі золотий вітряк. Щит увінчаний сільською геральдичною короною з колосками.
Прапор: квадратне полотнище, розділене по діагоналі з верхнього кута на два рівні трикутні поля, у верхньому синьому – білий меч із жовтим руківям вістрям униз, на якому вгорі сидить білий голуб з оберненою головою і тримає в дзьобі жовту гілочку. У нижньому зеленому – жовтий вітряк.

## Історія
Перша писемна згадка про Буймер датується 1740 роком. До початку ХХ століття село мало також паралельну назву Михайлівка. Наприклад, у переліку населених пунктів Харківського намісництва 1779 року зазначено: «генералъ-порутчика Зорича село Буймеръ, тожъ Михайловка». В селі на той час було 276 «владѣльческихъ подданныхъ», тобто кріпаків.
Буймерська земля належала генералу Зорічу і входила до складу Лебединського повіту Харківської губернії.  22.09.1780 року в Буймері було освячено цегляну Миколаївську церкву побудовану за власні кошти генерала Зоріча. При церкві діяла церковно-приходська школа, а потім земська. В 1937 році храм було зруйновано та з його цегли побудовано 7 річну школу. Протягом 2013—2015 років силами громади та меценатів — Василя Провозіна, Юрія Слабоспицького, Андрія Шимка, Олександра Костенка, Павла Єфімчука, Анатолія Крючка  храм було відновлено, 24 травня 2015 року урочисто відкрито та освячено архієпископом Сумським та Охтирським Євлогієм.
Після війни 1812 року Зоріч продав землю купцю генералу Маркову. Після покупки генерал почав забудову помістя. В центрі села було побуловано триповерховий будинок, поруч — два двоповерхові. Від церкви і до кінця вулиці було побудовано огорожу з білого каменю і ажурних грат. З обох боків від воріт у 1827 році було побудовано будинки для гостей (на сьогодні залишились рештки цих будівель — колишня олійниця та дільнична лікарня). Після смерті купця Маркова в центральній садибі поселяються його сини.
В першій половині XIX століття в селі працювала суконна мануфактура на дев'ять верстатів, що належала титулярному раднику Маркову. Працювало там від двадцяти до сорока кріпаків (відомості на 1811—1812 роки); завдяки цій мануфактурі існували інтенсивні господарчі зв'язки Буймера з іншими регіонами імперії. Так, клей та фарби для виробництва закуповували в Москві, а конопляну олію — в Курській губернії; продукція постачалася, зокрема, до Воронезького та Кременчуцького комісаріатств, а також на потреби царського двору.
У 1860 році на фабриці було вироблено 66219 аршин сукна на суму 43195 карбованців. У цей час працювало 394 робітники. Буймерська мануфактурна фабрика була однією з найбільших в Харківській губернії.
Також на хуторі, що в народі мав назву «Алеша» розташовувався винокурений завод, поручь було побудовано казарму для робітників. До наших днів хутір та завод не зберігся.
У 1826 році в селі було заарештовано декабриста Андрія Борисова.
За даними на 1864 рік у власницькій слободі Лебединського повіту Харківської губернії, мешкало 944 осіб (459 чоловічої статі та 485 — жіночої), налічувалось 122 дворових господарства, існували православна церква, винокурний і селітряний заводи та суконна фабрика, відбувалось 3 ярмарки на рік.
Поступово Буймер розвивався та зростала кількістьжителів громади — у 1877 році їх було 944, на 1885 рік 2821 чоловік.
В 1893 році сини  купця Маркова продали Буймерську мануфактуру, винокурню і селітряний заводи та лісні землі цукрозаводчику Леопольду Кенігу. З дня придбання до 1917 року на території Буймерської громади знаходилось лісництво Кеніга та плантації цукрових буряків. За селом Скрягівка було збудовано два вітряні млини.
Буймерська економія Кеніга мала 1488 десятин орної землі, було побудовано квартири для керуючого економією та службовців, казарми для робітників, господарські споруди — воловні, конюшня, свинарник, кузня, складські приміщення.
1905 року в селі відбулися заворушення.
Станом на 1914 рік село було центром окремої, Буймерської волості, кількість мешканців скоротилась до 1169 осіб.
Декретом від 26.05.1920 року було утворено Буймерську сільську раду робітничих, селянських та солдатських депутатів.
В березні 1931 року в Буймері було створено колгосп «Червоне село», головою було обрано Павло Гієнко. В березні-квітні цього ж року було створено колгоспи в Скрягівці -  «Червоний орач», у Зубівці «Червоний прапор», у Світайлівці — «8 березня»
В 30-х роках ланкова Софія Косиця з трьома помічницями — Оксаною Каруною, Ольгою Каруною та Гапкою Косицею на своїй ділянці в 2 га. домоглися рекордного врожаю буряків — 522 ц. з гектара. Ланкову С.Косицю було нагороджено орденом Леніна.
Під час Другої світової війни 290 мешканців села билося на фронті у сталінській армії та в партизанських загонах, з них 186 загинуло, 195 осіб нагороджено радянськими орденами та медалями, а уродженцю села Г. С. Шаповалу присвоєне звання Героя Радянського Союзу (за бойові дії під час захоплення та утримання плацдарму на правому березі Дніпра).
19 серпня 1943 року війська 40-ї армії звільнили Буймер, Скрягівку, Зубівку, Радгоспне та Світайлівку від загарбників. При звільнені Буймерської сільської ради загинуло 67 воїнів сталінської армії.
Почалось відновлення господарства. В 1950 році колгоспи Буймерської сільської ради об'єднані в один — імені Карла Маркса (до цього колгоспу відносилися також населені пункти Зубівка, Радгоспне, Світайлівка, Скрягівка, Станова, Оводівка, Тучне; було встановлено й відповідний пам'ятник Карлу Марксу — 1972 року), працювала олійниця, пекарня, механічний млин, виробляли одяг.
За успіхи в трудовому виробництві буймерчани відзначені державними нагородами: Василь Рудь та Галина Завгородня — орденом «Знак Пошани», Микола Бондаренко та Євдокія Дацько — медаллю «За трудову доблесть».
В 1965 році в Буймері побудовано Будинок культури на 450 місць, відкрито бібліотеку. Сьогодні заклади культури села не пустують — при будинку культури діє хор, який з 2002 року носить звання народний.

## Сьогодення
З закладів освіти працює дитсадок «Ромашка»[джерело?]. У 2017 році призупинено навчальний процес в Буймерській загальноосвітній школі I—III ступенів. Діти продовжують навчання в сусідній школі с. Рябушки Лебединського району. На території села діють заклади торгівлі, працює поштове відділення. Медичне обслуговування місцевого населення здійснює фельдшерсько-акушерський пункт.
Землі обробляє ТОВ «Буймерське господарство» та ТОВ "Агрофірма «Семереньки». У селі розташовано 4 ставка на річці Білій.

## Відомі люди

### Відомі уродженці
- Шаповал Григорій Савелійович (1913—1983) — учасник Другої світової війни, Герой Радянського Союзу.